# Cephaloziella varians
Cephaloziella varians (Gottsche) Steph., 1905 è un'epatica fogliosa, poichiloidrica, della famiglia Cephaloziellaceae. Descritta originariamente con il basionimo Jungermannia varians Gottsche, 1890, è riportata anche come Cephaloziella exiliflora (Taylor) Douin, 1920. È l'epatica più comune, più diffusa e abbondante in Antartide e l'unica presente nell'Antartide continentale.
I primi esemplari furono raccolti il 26 gennaio 1883 nella Georgia del Sud, nella  Pinguinbay, dal botanico bavarese Hermann Will, componente della spedizione tedesca in Antartide, durante il primo Anno polare internazionale.
La determinazione dei campioni raccolti fu affidata al briologo tedesco Carl Moritz Gottsche, che li descrisse e li figurò come appartenenti a una specie nuova, da lui assegnata alla famiglia Jungermanniaceae, con il nome di Jungermannia varians.

## Descrizione
La prima descrizione della nuova specie fu redatta in latino da Gottsche e inserita in una monografia sulle epatiche della Georgia del Sud pubblicata, nel 1890, nel secondo volume dei resoconti scientifici della spedizione tedesca in Antartide del 1882-83. Delle poche descrizioni successive, una delle più dettagliate e complete, con riguardo soprattutto al sistema sessuale, è stata pubblicata nel 2000, in un volume monografico sulle epatiche antartiche, opera dei briologi Halina Bednarek-Ochyra, Jiří Váňa, Ryszard Ochyra e Ronald Ian Lewis Smith.
Nella descrizione di Gottsche, e in quella più recente di Bednarek-Ochyra et al., le piantine di C. varians, di piccole dimensioni e di colore verde, giallo-verde o marrone-verde ma anche viola, rosso-marrone o nero, formano densi cuscinetti monospecifici o crescono frammiste ad altre Marchantiophyta, quali Barbilophozia hatcheri (A. Evans) Loeske, 1907, Lophoziopsis excisa (Dicks.) Konstant. & Vilnet, 2010 e Scapania gamundiae R.M. Schust., 1968 o in comunità dominate dalla presenza di muschi quali Brachythecium austrosalebrosum (Müll. Hal.) Kindb.,1891, Chorisodontium aciphyllum (Hook. f. & Wilson) Broth. 1924, Polytrichastrum alpinum (Hedw.) G.L. Sm., 1971, Polytrichum strictum, Menzies ex Brid., 1801, Sanionia georgicouncinata (Müll. Hal.) Ochyra & Hedenäs, 1998, Warnstorfia laculosa (Müll. Hal.) Ochyra & Matteri, 1997 e W. sarmentosa (Wahlenb.) Hedenäs, 1993.
Il fusticino principale (caulidio) dell'epatica è brunastro e filiforme, alto 2-12 mm, strisciante (reptante) o sub-eretto, semplice o scarsamente ramificato e ricco di rizoidi ialini (radicoloso). Mostra, in sezione trasversale, piccole cellule medullari circondate da più grandi cellule corticali a parete sottile o spessa.
Le foglioline (fillidi) sono inserite da trasversalmente a sub-trasversalmente, per lo più distanti, raramente approssimate, da sub-erette a patenti, da piane a concave. Bilobate, più profondamente quelle apicali, con lobi ovati o ovato-triangolari, più o meno appuntiti, a volte arrotondati e, spesso, con lacinie che contornano dorsalmente la porzione basale della lamina fogliare a margine intero. La cuticola è liscia o leggermente verrucosa. Ligulate, lanceolate o bilobate, e di dimensioni minori, le foglioline dell'anfigastrio (amphigastrium).
Il sistema sessuale è autoico o pseudodioico. Gli androcei sono terminali, poi intercalati, con un solo anteridio e con brattee strettamente appressate e sovrapposte (embricate), sacciformi alla base. I ginecei si sviluppano su germogli allungati con brattee ampiamente ovate, quasi interamente marginate e con più piccole bratteole per lo più bilobate. Il perianzio, da obloide a obloide-clavato, ha cellule rettangolari a parete più o meno spessa nella regione apicale e, da quadrate a rettangolari a parete robusta, nella regione prossimale.
Le capsule sono ovoidi-ellittiche con, in deiscenza, valve dritte, arrotondate agli apici, con pareti composte da due strati di cellule. Le cellule epidermiche mostrano ispessimenti nodulari e uno strato cellulare interno con sottili bande semi-anulari.
Le spore sono piccole, con leggere e irregolari rugosità (verrucolose), gli elateri liberi hanno due ispessimenti elicoidali della parete.

## Distribuzione e habitat
C. varians è l'epatica più comune e abbondante in Antartide e la più largamente diffusa, avendo un areale che abbraccia quattro differenti regioni biogeografiche: la sub-antartica, l'antartica marittima, sia meridionale che settentrionale e l'antartica continentale costiera. In quest'ultima è anche riportata come la sola specie endemica conosciuta di epatica.

Distribuzione di C, varians in Antartide

Nelle prime tre regioni biogeografiche rientrano le popolazioni di C. varians presenti lungo le coste della Penisola Antartica e in diverse isole dell'oceano Antartico e dell'Atlantico meridionale.
Nella Penisola Antartica la specie si ritrova lungo tutta la costa occidentale, e nell'Isola Alessandro I, mentre lungo la costa orientale è diffusa nella Penisola Trinity e nelle isole Robertson, James Ross e Joinville.
In oceano Antartico e in Atlantico meridionale, l'epatica si ritrova nell'isola Heard, dell'arcipelago delle Isole Heard e McDonald, nella Bouvetøya, negli arcipelaghi delle Sandwich Australi, della Georgia del Sud, nelle Orcadi Meridionali e delle Shetland Meridionali.
Nell'Antartide continentale C. varians popola le aree costiere della Terra di Wilkes, della Terra della Principessa Elisabetta, della Terra di Mac Robertson e, inoltre, si ritrova a Cape Geology e a Botany Bay nella Terra Vittoria dove, nella Granite Harbour, è localizzata la più meridionale delle stazioni conosciute di ritrovamento del taxon, a 77° di latitudine Sud.
Oltre che in Antartide, C. varians è ampiamente diffuso nelle aree montane dell'emisfero boreale, dalle Alpi, ai Pirenei, ai Carpazi, nonché in Alaska, Canada, Groenlandia, Islanda, Fennoscandia e Russia artica e, nell'emisfero australe, in Nuova Zelanda. In queste aree il taxon è riportato spesso con altre denominazioni. Tra queste C. artica, con tutte le sue numerose varietà e sottospecie, generalmente ritenute però sinonime di C. varians.
In Antartide C. varians predilige i siti da permanentemente umidi a relativamente umidi, pianeggianti o in leggera pendenza quali conoidi detritiche di dilavamento glaciale, o depressioni umide lungo gli alvei fluvioglaciali. Si ritrova anche, ma con minore frequenza, su superfici rocciose sottilmente pedogenizzate, nelle fessure delle rocce affioranti o su suolo bagnato o solo umido tra i massi delle pietraie stabilizzate.
Gli ambienti colonizzati, di altitudine non superiore ai 500 m sul livello medio del mare, hanno temperature medie mensili dell’aria superiori al punto di congelamento per diversi mesi all’anno e sono caratterizzati da substrati prevalentemente acidi, ma a volte anche alcalini, come nel caso dei suoli derivati dall'alterazione dei marmi nell'isola di Signy.

## Tassonomia
Dopo che l'epatica scoperta nella Georgia del Sud era stata riconosciuta come specie nuova, esemplari simili furono raccolti, qualche anno dopo, dal naturalista rumeno Emil Racoviță, lungo lo Stretto di Gerlache, durante l'Expédition antarctique belge in Antartide del 1897-99.
Gli esemplari furono determinati dal briologo tedesco Franz Stephani, specialista in epatiche, che li riconobbe come appartenenti alla stessa specie istituita da Gottsche nel 1890. Stephani però ritenne di trasferire il taxon al genere Cephalozia, pubblicando la nuova combinazione C. varians (Gottsche) Steph., 1901. La combinazione conservava l'epiteto specifico dell'originaria denominazione binomiale adottata da Gottsche.
In quegli stessi anni, Stephani fu anche incaricato della determinazione delle epatiche raccolte dal botanico svedese Carl J. Skottsberg nel corso della Schwedischen Südpolar-Expedition 1901-1903. Tra queste epatiche, alcune di quelle raccolte nella Cumberland Bay nella Georgia del Sud, erano della stessa specie di quella istituita da Gottsche. Rivedendo la sua precedente assegnazione, Stephani trasferì la specie al genere Cephaloziella, con la nuova combinazione C. varians (Gottsche) Steph., 1905.
Successivamente, il briologo francese Charles Isidore Douin riesaminò gli esemplari raccolti da Racoviță e determinati da Stephani e, pur concordando sulla loro ultima assegnazione al genere Cephaloziella, li ritenne appartenenti a una specie distinta che denominò con l'epiteto antarctica. Ma C. antarctica Douin, 1920, da nuova specie, sarebbe stata in seguito ridotta a sinonimo junior di C. varians.
Nel 1976 Margaret Hannah Fulford, epaticologa americana della University of Michigan Biological Station, ha ritenuto di raggruppare in Cephaloziella exiliflora (Taylor) Douin, 1920, diverse popolazioni di Cephaloziella antartiche e sub-antartiche, australiane, neo zelandesi e sud americane, sino ad allora ritenute distinte. Tra queste anche le popolazioni di C. varians dell'Antartide continentale.
Secondo le successive considerazioni di Bednarek-Ochyra et al., sarebbe appropriato parlare di C. varians riferendosi alle sole popolazioni antartiche di Cephaloziella (e forse, potrebbe essere, anche a quelle sud americane), mentre C. exiliflora andrebbe considerata come specie distinta, circoscritta alla regione australiana-neozelandese.